# 베르사이유의 장미 (노래)
《베르사이유의 장미》는 대한민국의 록 밴드 ‘네미시스’의 1집 앨범이자 동명의 활동곡이다.
네미시스의 ‘베르사이유의 장미’는 2001년, 쇼팽의 혁명 에튀드에서 모티브를 얻어 네미시스의 멤버 하세빈이 작곡한 곡으로 네미시스의 공연에서는 쇼팽의 혁명 에튀드 앞부분이 중간에 포함된 본래의 곡이 연주되고 있다. 이 곡의 테마가 ‘혁명’이었던 만큼 멤버들은 혁명과 관련된 제목과 가사를 생각하게 됐고 2001년 당시, TV를 보다 순정만화 '베르사이유의 장미'가 방영되는 것을 보고 프랑스 혁명을 배경으로 마리 앙투아네트와 관련이 있는 '베르사이유의 장미'로 노래 제목을 정했고 친구인 최나현이 가사를 지어 몇해동안 공연을 해오다 2005년, 데뷔앨범을 만들며 네미시스 보컬 노승호가 노래를 불러 앨범으로 발표했다.
쉽게 다가오는 멜로디, 애절한 고음의 가창, 질주하는 록 특유의 에너지, 오랫동안 들어도 질리지 않는 클래시컬한 느낌의 '드라마틱 사운드'와 유럽풍의 '순정만화' 같은 가사, 감성이 어우려진  네미시스 1집 앨범의 타이틀곡이다.

## 활동 사항
2005년 당시, ‘베르사이유의 장미’는 같은 앨범에 수록된 ‘솜사탕’과 더불어 당시 유행하던 싸이월드 미니홈피 BGM, 블로그등으로 온라인 입소문과 당시 유행하던 노래방의 애창곡으로 꾸준히 인기를 모았으나, 바로 다음회 출연하기로 되었던 MBC 음악캠프에서 카우치 사건이 터지며 록 밴드 공중파 방송출연 불가조치로 인해 공중파 입성이 막혔다. 또한 그 여파로 록 밴드의 방송 출연이 암묵적인 불문율이 되고 클럽 라이브 공연 단속이 시행되며 방송출연과 공연등 활동에 많은 어려움을 겪게된다. 2006년초, 1집 활동을 마무리하고 군입대를 했으며 이후 입대와 창작활동으로 4년정도 공백기를 가지다 2009년, ‘슬픈 사랑의 왈츠’로 공식적 활동을 재개했고 이후 거물급 밴드가 되어 전설의 밴드로 불리게 된 네미시스는 2012년, KBS Topband2에 출연하여  7년만에 '베르사이유의 장미'를 방송에서 불렀고 방송직후 모든 포털의 실시간 검색어 상위에 오르며 변함없는 인기를 과시하였다.

## 음반 정보
- La Rose de Versailles (2005)

오래전부터 준비해온 곡들로 이루어진 데뷔앨범으로 당시 ‘클래시컬 팝 록’이라는 네미시스만의 독창적인 장르를 선보이며 대중들의 귀를 사로잡았다. 결성된 10대부터 20대 초반까지의 성과가 담긴만큼 소년적인 애수와 낭만이 돋보이는 앨범으로, 곡명과 분위기로 인해 순정만화 이미지와 미소년보이스로 인해 맑고 애절한 동화 판타지를 구축하게 된다.
| 앨범    | 음반 정보 | 음반 정보 |
| ------- | --- | --- |
| 정규1집 | - 발매일 : 2005년 9월 15일 - 활동곡 : 베르사이유의 장미 | - 발매일 : 2005년 9월 15일 - 활동곡 : 베르사이유의 장미 |
| 정규1집 | 트랙 리스트 | |
| 정규1집 | - 1. 웅장한 연주서곡 [Overture] + - 2. 유럽풍 순정멜로 [베르사이유의 장미] - 3. 감성보이스가 돋보이는 [이클립스Eclipse] - 4. 여름 바다의 젊은 연인 [Boy meets Girl] - 5. 피아노현악과 미성의 조화 [Goodbye] - 6. 슬픔을 피아노에 풀어내는 [탄토 Tanto] - 7. 꿈결같이 이어지는 연주곡 [레테의 강]+ | - 8. 변화가 많은 사운드를 담은 [자각몽] - 9. 비행 여자 청소년 문제를 다룬 [퀸 Quean] - 10. 활기찬 응원가 [Go] - 11. 이쁜 사랑을 담아 보내는 [이쁜이] 보너스트랙 - 12.베이스 최성우가 애교넘치게 부른 [솜사탕] - 13.베르사이유의 장미(MR) |